# Yasuyuki Honne
Yasuyuki Honne (jap. 本根 康之, Honne Yasuyuki; * 5. März 1971) ist ein japanischer Entwickler von Videospielen.

## Wirken
1993 wurde Honne bei Square Enix angestellt. Als Art Director wirkte er an Spielen wie Xenogears (PlayStation 1998) und Chrono Cross (PlayStation 1999) mit und arbeitete mit Tetsuya Takahashi zusammen. 1999 verließen einige Square-Enix-Mitarbeiter das Unternehmen und gründeten das Studio Monolith Soft, das eine Tochtergesellschaft von Namco Bandai wurde. Am ersten Spiel des Studios, Xenosaga Episode I: Der Wille zur Macht (PlayStation 2002) wirkte Honne ebenfalls als Art Director mit.
Mit Baten Kaitos: Die Schwingen der Ewigkeit und der verlorene Ozean gab Honne sein Debüt als Director, außerdem war er für die Grafik des Spiels verantwortlich, das 2003 in Japan für den GameCube veröffentlicht wurde. Am 2006 erschienenen Nachfolger Baten Kaitos Origins war Honne ebenfalls in der Position des Directors involviert.
2007 verkaufte Namco Monolith Soft an das japanische Unternehmen Nintendo. Bereits 2006 hatte Takahashi mit den Planungen für ein RPG für Nintendos Wii-Konsole gestartet. Honne partizipierte bei diesem Projekt durch die Gestaltung von konzeptualen Tonfiguren. Das Spiel kam 2010 als Xenoblade Chronicles auf den Markt.
Innerhalb von Monolith Soft ist Honne Vorstandsmitglied und Leiter der Grafikabteilung. Mitte 2011 gründete das Unternehmen einen Zweitsitz in Kyoto, um die Partnerschaft mit Nintendo zu stärken, das dort sein Hauptquartier hat. Honne fungiert als Leiter des Kyoto-Studios von Monolith Soft und arbeitet seit 2010 an einem unangekündigten Titel. Abseits dessen war Honne an Kooperationsarbeiten zwischen Monolith Soft und Nintendo bzw. Namco beteiligt und bekleidete einige Male die Rolle des Spielproduzenten. Er besitzt 20 Anteile an der Aktie des Unternehmens.

## Ludografie
- Front Mission (Super Nintendo Entertainment System, PlayStation 1995) – Assistant Graphic Designer
- Chrono Trigger (SNES, PlayStation 1995) – Field Graphic
- Radical Dreamers – Nusumenai Hōseki (SNES 1996) – Art Director
- Xenogears (PlayStation 1998) – Art Director
- Chrono Cross (PlayStation 1999) – Art Director
- Xenosaga: Episode I – Der Wille zur Macht (PlayStation 2002) – Art Director
- Baten Kaitos: Die Schwingen der Ewigkeit und der verlorene Ozean (GameCube 2003) – Director, Art Director, Map Painting, Map Design
- Baten Kaitos Origins (GameCube 2006) – Director, Art Designer, Map Painter, Map Designer, Opening Movie Designer
- Super Smash Bros. Brawl (Wii 2008) – Adventure Mode Map Design
- Super Robot Taisen OG Saga: Endless Frontier (Nintendo DS 2008)
- Dragon Ball Z: Attack of the Saiyans (DS 2009) – Produzent
- Xenoblade Chronicles (Wii 2010) – Konzeptdesign
- The Legend of Zelda: Skyward Sword (Wii 2011) – Special Thanks[6]
- Animal Crossing: New Leaf (3DS 2013) – Special Thanks[7]